# Comps-la-Grand-Ville
Comps-la-Grand-Ville település Franciaországban, Aveyron megyében. Lakosainak száma 637 fő (2022. január 1.). Comps-la-Grand-Ville Calmont, Cassagnes-Bégonhès, Flavin, Sainte-Juliette-sur-Viaur, Salmiech és Trémouilles községekkel határos.

## Népesség
A település népessége az elmúlt években az alábbi módon változott:
| Lakosok száma | 581  | 542  | 516  | 485  | 576  | 611  | 624  | 625  | 628  | 637  |
|               | 1968 | 1982 | 1990 | 2006 | 2013 | 2015 | 2017 | 2019 | 2020 | 2022 |